# Миханичі
42°33′ пн. ш. 18°19′ сх. д. / 42.55° пн. ш. 18.32° сх. д.
Миханичі (хорв. Mihanići) — населений пункт у Хорватії, у Дубровницько-Неретванській жупанії у складі громади Конавле.

## Населення
Населення за даними перепису 2011 року становило 96 осіб.
Динаміка чисельності населення поселення: